# Томарес каллимах
Томарес каллимах или голубянка Каллимах, или каллимах (Tomares callimachus) — дневная бабочка из семейства голубянок.

## Этимология названия
Каллимах (греческое, историческое) — один из крупнейших греческих поэтов эпохи эллинизма, автор «Гимнов» (ок. 310—240 гг. до н. э.).

## Замечания по систематике
Из Крыма был описан подвид Tomares callimachus tauricus (Korb et Yakovlev, 1998), обоснованность выделения которого по мнению ряда автора является сомнительной.

## Описание
Длина переднего крыла 12 - 15 мм. Размах крыльев - 21-29 мм. Окраска крыльев самца и самки почти идентичен, преимущественно темно-коричневый бурого цвета. И передние и задние крылья с широкими красными пятнами. На передних крыльях данные пятна развиты значительно больше и занимают практически всю поверхность крыла. На задних крыльях красные пятна менее развиты.

## Ареал и местообитание
Крым, южные и юго-восточные области европейской части России, Казахстан, Закавказье, Турция, Узбекистан, Киргизстан, Копет-Даг (Туркменистан).
Имеет две экологические расы: верхнюю и нижнюю. Нижняя приспособлена к различным вариантам горно-ксерофитных ассоциаций, расположенных преимущественно на склонах гор на высотах не больше чем 300 м н. у. м. Верхняя раса обитает на среднегорных скальных выходах на высотах от 300 до 700 м н. у. м.
В Крыму встречается в восточной части южного берега — от Судака до Феодосии. По данным начала XX века вид мог обитать в Николаевской области Украины. В России известен из Нижнего Поволжья и Кавказа.
Населяет сухие каменистые нагорные степи, балки в степях и полупустынях, каменисто-щебнистые ксерофитные участки южных экспозиций холмов и гор, остепненные луга. На Кавказе встречается на открытых засушливых горных балках с редкими зарослями кустарников. В районе Анапы населяет прибрежные формации. В Дагестане обитает на высотах 700—1000 м. В Талыше поднимается в горы до 1700 м.

## Биология
Развивается в одном поколении за год. Время лёта происходит с начала апреля до начала мая. Бабочки обычно летают очень низко над землей. Бабочки активны с 8.30 до 18.30, не пугливые. Каждый самец имеет строго ограниченный и патрулируемый им участок. Все пролетавшие поблизости бабочки преследуются «хозяином» участка, однако только лишь с другими самцами своего вида затеваются «поединки» в воздухе. Самки встречаются поблизости от куртин астрагала, являющегося кормовым растением гусениц. Нередко присаживаются на песчаную почву, прогретые солнцем камни; летают довольно низко над землей. В западном Казахстане в жаркое время дня самцы образуют скопления на засоленных участках в понижениях полупустынь, на границах с солончаками.

## Жизненный цикл
Самки откладывают яйца по одному на цветки, реже — на листья или уже созревающие бобы кормовых растений гусениц — Astragalus utriger и Astragalus physodes. Яйцо выпуклой формы размерами 0,6 на 0,4 мм. Поверхность яйца покрыта очень мелкими ячейками. Его окраска светло-зеленая, по мере созревания сначала белеет, а затем сереет. Гусеница выходит из яйца спустя 3-5 дня после его откладки.
Гусеница первого возраста светло-желтовато-зеленого цвета. Вдоль спины и боков имеются длинные темные щетинки. Голова черного цвета, за ней на первом членике тела находится поперечное чёрное пятно. Дыхальца гусеницы темноватые. Питается преимущественно внутри цветка. Гусеница второго возраста очень светлая, розоватая, с более тёмной, красноватой узкой полосой вдоль спины. Тело покрыто светлыми и редкими темными волосками.
Гусеница третьего возраста отличается очень светлым зеленоватым или розоватым цветом тела с буроватой полосой вдоль спины, ограниченной крупными белесыми пятнами. Тело покрыто короткими волосками. Питается внутри бобов, а также молодыми семенами. Гусеница четвертого возраста белесо-зеленая с узкой тёмной полоской вдоль спины. По мере развития гусеницы ниже белых штрихов на ее покровах развиваются прилегающие к ним зеленые штрихи, а по бокам центральной спинной линии — желтые пятна. В конце развития зеленый цвет окраски гусеницы и элементов рисунка изменяется на красный. Питаются внутри боба, выедая его, после чего гусеница переходит в другой, закрывая прогрызенное входное отверстие своими экскрементами. Гусеницы являются мирмекофилами и активно посещаются муравьями. Окончив свое развитие гусеница прекращают питаться и уходит в почву, где находит или сооружают себе полость. При этом гусеницы обесцвечиваются и примерно через 5 суток окукливается. Куколки обычно находятся на глубине 10-15 см в небольшой камере в ходах муравьев.
Длина куколки 9-10 мм. Форма бочонкообразная. Сперва куколка имеет желтовато-белесый цвет со светло-зеленым оттенком. Спустя некоторое время она темнеет и обретает коричневато-красноватый цвет. Зимует куколка.

## Замечания по охране
Включен в «Красную книгу Европейских дневных бабочек» с категорией SPEC2 — вид, ареал которого ограничен Европой, и он на ее территории находится под угрозой исчезновения.
Включен в Красную книгу Украины, 2 категория.